# ライス兄弟
ライス兄弟(－きょうだい)は、学生服で思春期を歌う二人組みのミュージシャンユニット
2006年5月17日にメジャーデビュー

## メンバー
- ライスさとし－担当：作曲・編曲・歌(1972年5月2日 - 、O型大阪府出身)
- ライスたけお－担当：作詞・作曲・歌(1972年6月22日 - 、AB型大阪府出身)

## 出演番組
- ライス兄弟のあんな先生こんな先生  ふみコミュニティ

## 過去の出演番組
- ライス兄弟のチェリーGO!ラウンド - ニッポン放送、2006年10月〜2007年3月
- 森脇健児のサタデーミーティング - KBS京都、2006年10月7日・28日・2007年2月17日

## CD
1. 2006年5月17日 - 「おっぱいが気になってしまった」フジテレビジョン「志村けんのだいじょうぶだぁII」ED

## 関連人物
- 森脇健児
- 渡辺裕薫
- 大野実